# Carlo Maserati
Carlo Maserati (Voghera, 1881-1910) fue un ingeniero automotriz y de bicicletas italiano, el mayor de los hermanos Maserati.

## Semblanza
Su carrera de ingeniería comenzó en una fábrica de bicicleta en Affori, cerca de Milán, donde desarrolló un motor de combustión interna de un cilindro para motorizar una bicicleta. El motor entró en producción en la fábrica de Michele Carcano de Anzano del Parco, utilizando una correa de cuero como transmisión.
Carlo se contrató como piloto de estas bicicletas, ganando las pruebas Brescia-Orzinuovi (1899), Brescia-Cremona-Mantua-Verona-Brescia y Padua-Bovolenta (1900).
La fábrica de Carcano cerró en 1901, y Carlo trabajó primero como piloto de pruebas para Fiat (1901-1903), y luego como piloto de pruebas y mecánico en Isotta Fraschini (1903), donde se le unió su hermano Alfieri. Se trasladó a trabajar en automóviles para Bianchi (1907), donde compitió en la Coppa Florio (noveno) y en el Kaiserpreis, antes de convertirse en gerente de la empresa de automóviles Junior (1908), para la que contrató a su hermano Ettore. Carlo murió de tuberculosis en 1910, antes de que sus hermanos fundaran el taller de fabricación de automóviles Maserati en Bolonia en 1914.